# ليزا تشابيل
ليزا تشابيل (بالإنجليزية: Lisa Chappell)‏ هي مغنية وممثلة نيوزلندية، ولدت في 18 أكتوبر 1968 بأوكلاند في نيوزيلندا.

## وصلات خارجية
- ليزا تشابيل على موقع IMDb (الإنجليزية)
- ليزا تشابيل على موقع ميوزك برينز (الإنجليزية)
- ليزا تشابيل على موقع أول موفي (الإنجليزية)
- ليزا تشابيل على موقع أول ميوزيك (الإنجليزية)
- ليزا تشابيل على موقع قاعدة بيانات الفيلم (الإنجليزية)